# Yox!
Yox! (Нет!) (полное наименование — «Движение „Нет“ — Азербайджан») — молодёжная организация в Азербайджане, созданная по аналогии с украинской организацией «Пора!» (чёрная) и схожими с ней организациями «Кмара» в Грузии, «Зубр» в Белоруссии и «Отпор!» в Сербии.
О создании нового оппозиционного движения «Yox!» («Нет!») 9 февраля 2005 сообщил председатель азербайджанского Общества за демократические реформы Рази Нуруллаев. По его словам, в организации на тот момент состояло около 20—30 членов: «В движении нет ни устава, ни программы, ни лидеров, и её членом может стать любой, кто захочет сказать „Нет!“ существующим несправедливостям в стране». Цель новой структуры, по его словам, — добиться демократизации и смены власти в стране мирным путём — путём выборов и мирных акций.
В конце 2004 Нуруллаев на Украине встречался с лидером организации «Пора!» Владиславом Каськивым и пригласил его в Азербайджан ознакомиться с общественно-политической ситуацией в стране. Вскоре после этой встречи Каськив заявил о создании Международного института поддержки демократического движения. Институт был создан на основе организации «Пора!», и его руководители планировали открыть свои филиалы в странах Европы и СНГ. Уже тогда Каськив заявил, что главное внимание институт уделит «развитию демократических процессов в Молдове, Белоруссии, Азербайджане, Казахстане и России».
Однако уже на стадии первых контактов между «Порой» и «Yox!» азербайджанские власти решили действовать на опережение — прибывших в Баку представителей украинских «революционеров» азербайджанские спецслужбы не пустили дальше зала прилёта Бакинского аэропорта. Об инциденте был поставлен в известность посол Украины в Баку, которого официально предупредили, что в случае повторного появления активистов «Поры» в Баку их действия будут расцениваться как попытка экспорта революции со всеми вытекающими отсюда последствиями. Украинский посол в Азербайджане Анатолий Юрченко на специальной пресс-конференции, собранной по этому поводу, был вынужден заявить, что «договорённость о сотрудничестве организации «Пора» с азербайджанской оппозицией не отражает позиции официального Киева и не представляет угрозы для руководства Азербайджана».